# Família Anemas
Anemas (em grego: Ἀνεμᾶς) foi uma família aristocrática bizantina atestada dos séculos IX ao XV. A origem e etimologia do nome são incertas; pode estar conectado a anemos, "vento", embora o filólogo Phaedon Koukoules sugeriu que derivou de aneme, "carretel". Outros, como François Chalandon, sugeriram que a família atestada tardiamente foi descendente de Anemas, filho do último emir de Creta, que converteu-se ao cristianismo e uniu-se ao exército bizantino.
Quatro irmãos Anemas participaram numa conspiração contra Aleixo I Comneno (r. 1081–1118) em 1105; dois deles são conhecidos pelo nome, Leão e Miguel. A família, contudo, reteve uma posição proeminente durante o período Comneno: Manuel Anemas conseguiu casar-se com a filha de João II Comneno (r. 1118–1143), e outros membros parecem ter se casado com as famílias Ângelo e Ducas, que pertenciam a mais alta aristocracia bizantina. A família declinou depois do final do século XII, mas membros aparecem até o final do império no século XV.